# Mersekhemre Ined
Mersekhemre Ined là một pharaoh thuộc giai đoạn cuối của vương triều thứ 13, có thể là vị vua thứ 35 của vương triều này. Như vậy ông sẽ trị vì miền Trung và Thượng Ai Cập trong một thời gian ngắn từ Memphis hoặc là vào giai đoạn đầu hoặc giữa của thế kỷ thứ 17 TCN, từ năm 1672 tới năm 1669 TCN hoặc từ 1651 cho tới 1648 TCN. Ông có thể cũng chính là vị vua Mersekhemre Neferhotep II.

## Danh tính
Danh tính của Mersekhemre Ined cùng với sự liên quan tới Neferhotep II hiện vẫn đang nằm trong sự nghi ngờ. Hai bức tượng hoàng gia của một vị vua tên là Mersekhemre Neferhotep đã được Georges Legrain khai quật vào năm 1903 trong hố chôn giấu Karnak và ngày nay nằm tại bảo tàng Ai Cập, CG 42023 và CG 42024. Hơn nữa, một vị vua Mersekhemre Ined lại được đề cập tới ở mục thứ 7.6 của cuộn giấy cói Turin và một vị vua Mersekhemre xuất hiện trong bản danh sách vua Karnak, mục VI, 2. Các nhà Ai Cập học Jürgen von Beckerath, Detlef Franke, Jacques Kinnaer, Rolf Krauss và Donald B. Redford kết luận rằng Mersekhemre Ined của cuộn giấy cói Turin và Mersekhemre Neferhotep là một và là cùng một người. Ngược lại, Kim Ryholt lại thấy trong các tài liệu này những sự quy chiếu tới hai vị vua khác nhau có cùng tên hoàng gia chính thức, ví dụ như là trong trường hợp của Merhotepre Sobekhotep V và Merhotepre Ini. Thay vào đó, Ryholt đồng nhất Neferhotep II với một vị vua "Mer...re" ở cột thứ 8 hàng thứ 16 của cuộn giấy cói Turin, mà sẽ khiến cho triều đại của Neferhotep II là nằm vào giai đoạn cuối cùng của vương triều thứ 13, có thể là vị vua thứ 46 của vương triều này. Tuy nhiên, thay vào đó mục này của cuộn giấy cói Turin có thể đề cập tới Mershepsesre Ini II, với việc Neferhotep II cũng chính là vị vua Mersekhemre Ined.

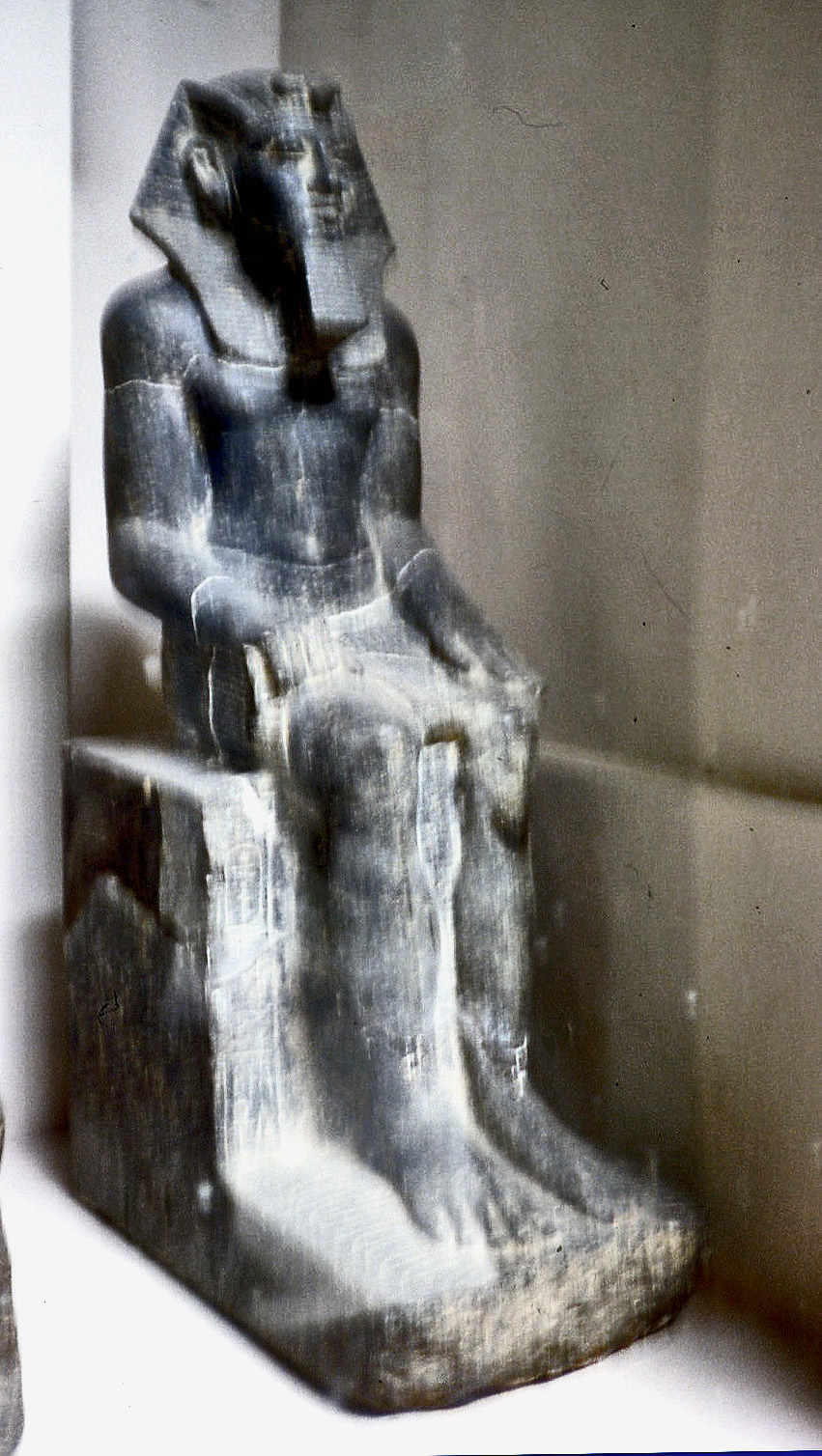
Bức tượng CG 42023 của Mersekhemre Neferhotep II, có thể cũng chính là Mersekhemre Ined.

## Triều đại
Theo như lần đọc mới đây nhất cuộn giấy cói Turin của Kim Ryholt, Mersekhemre Ined đã trị vì trong 3 năm, 1 tới 4 tháng và 1 ngày.
Ông dường như đã trị vì khu vực miền Trung và Thượng Ai Cập trong khi vương triều thứ 14 hoặc 15 của người Hyksos có thể đã kiểm soát phần lớn khu vực đồng bằng châu thổ trong khoảng thời gian Mersekhemre Ined ngồi trên ngai vàng vào giai đoạn cuối của vương triều thứ 13.